# 日産・ブルーステージ

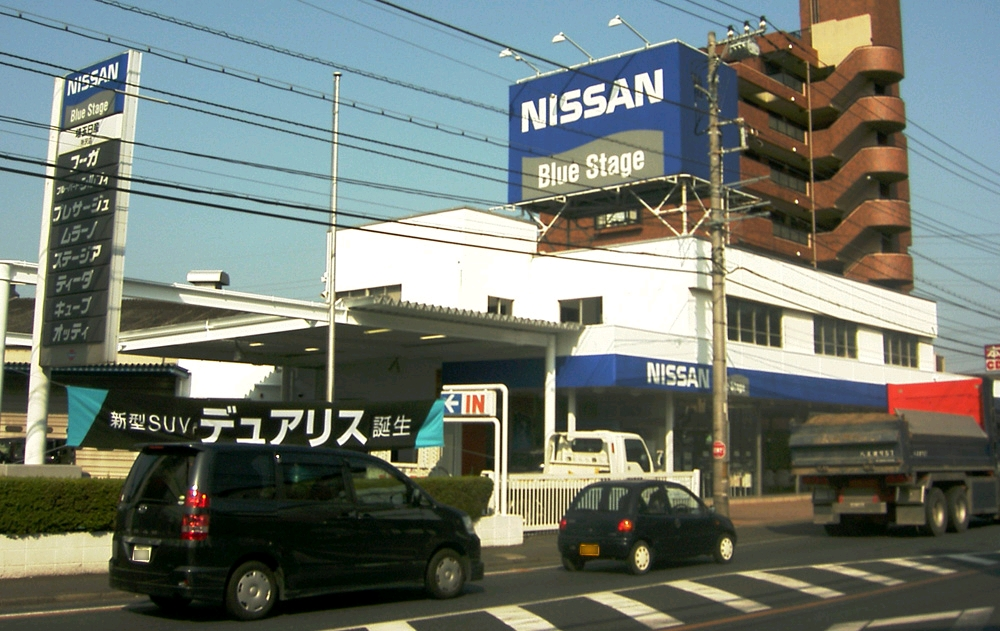
日産・ブルーステージ

日産・ブルーステージ（にっさん・ブルーステージ、Nissan Blue Stage）は、過去に存在した日産自動車の国内販売会社網の区分けの一つ。

## 概要
1999年4月から始まった日産販売店網の再編により、それまでの「日産店」（ブルーバード販売会社）、「モーター店」（ローレル販売会社。セドリックも取り扱っていた）の販売ラインナップを統一させたことにより誕生した。ただし、モーター店が存在しなかった地域ではそれ以前から同じ地域の日産店がモーター店取り扱い車種を扱っていた。なお、1988年以降日産店が存在しなかった山梨県では甲斐日産モーター（現・甲斐日産自動車）が日産店取り扱い車種を扱っていた。
ロゴマークの色は青で、空と水をイメージした波形のパターンを配したデザインとなっている。

販売ラインナップの統廃合により販売会社の再編が進み、ブルーステージ同士やレッドステージとの合併が顕著。2007年以降、レッド/ブルーの色分けを廃止した。

## 過去の取扱車種
太字の車種は、2025年現在も日産全店で販売されている。
- プレジデント
- シーマ
- セドリック
- フーガ
- エルグランド
- フェアレディZ（Z32型のみの取り扱い）
- ラフェスタ
- ティアナ
- ブルーバードシルフィ（現・シルフィ）
- ティーダラティオ
- ウイングロード
- ノート
- マーチ
- ティーダ
- キューブキュービック
- キューブ
- モコ
- ムラーノ
- エクストレイル
- キャラバン
- バネット（バン/トラック）
- クリッパーバン
- クリッパートラック
- アトラス
- シビリアン
- レパード
- ローレル
- セフィーロ
- ステージア
- クルー
- ブルーバード
- アベニール
- プレセア
- パルサー
- プレサージュ
- リバティ
- プレーリー
- ルネッサ
- ラシーン
- エキスパート
- サファリ
- テラノ
- ダットサン
- AD
- ハイパーミニ

## 過去の販売会社

### 北海道地区
- 北海道日産自動車
- 札幌日産自動車（旧・札幌日産モーター）

### 東北地区
- 青森日産自動車
- 日産サティオ弘前
- 岩手日産自動車
- 盛岡日産モーター
- 宮城日産自動車
- 日産仙台北販売
- 秋田日産自動車（三傳グループ）
- 羽後日産モーター
- 山形日産自動車
- 福島日産自動車

かつて存在した販売会社
- 仙台日産モーター
- 福島日産モーター

### 関東地区
- 群馬日産自動車
- 埼玉日産自動車
- 千葉日産自動車
- 太洋日産自動車販売（日通グループ）

かつて存在した販売会社
- 宇都宮日産モーター
- 千都日産モーター
- 東京日産自動車販売（現日産東京販売、東日カーライフグループ、2021年7月に日産プリンス東京販売、日産プリンス西東京販売と合併）
- 東京日産モーター
- 横浜日産モーター
- 埼玉日産モーター
- 神奈川日産自動車（現・日産神奈川販売、2024年4月に日産プリンス神奈川販売と合併）

### 中部地区
- 甲斐日産自動車（旧・甲斐日産モーター）
- 新潟日産自動車
- 新潟日産モーター
- 富山日産自動車
- 石川日産自動車販売
- 松本日産自動車
- 福井日産自動車
- 岐阜日産自動車
- 静岡日産自動車
- 浜松日産自動車
- 愛知日産自動車
- 三重日産自動車

かつて存在した販売会社
- 富山日産モーター
- 華陽日産モーター
- 東海日産モーター

### 近畿地区
- 滋賀日産自動車
- 京都日産自動車
- 兵庫日産自動車
- 奈良日産自動車（旧・奈良近畿日産自動車）
- 和歌山日産自動車

かつて存在した販売会社
- 兵庫日産モーター
- 大阪日産モーター
- 大阪日産自動車（現・日産大阪販売、2010年8月に日産プリンス大阪販売と合併）

### 中国地区
- 鳥取日産自動車販売
- 島根日産自動車（山陰酸素工業系列）
- 岡山日産自動車
- 広島日産自動車（広交系列）
- 福山日産自動車（広交系列）
- 山口日産自動車

かつて存在した販売会社
- 山陽日産モーター
- 防長日産モーター

### 四国地区
- 徳島日産自動車
- 香川日産自動車
- 愛媛日産自動車

かつて存在した販売会社
- 愛媛日産モーター

### 九州・沖縄地区
- 佐賀日産自動車
- 長崎日産自動車
- 熊本日産自動車
- 大分日産自動車
- 宮崎日産自動車
- 鹿児島日産自動車
- 琉球日産自動車

かつて存在した販売会社
- 福岡日産自動車（現・日産福岡販売、2024年4月に日産プリンス福岡販売と合併）
- 大分日産モーター（1987年12月1日に旧日豊日産モーターと旧日産チェリー大分が合併して設立。）